# Bettles River
Der Bettles River ist der etwa 29 Kilometer (einschl. Robert Creek: 63 km) lange linke Quellfluss des Middle Fork Koyukuk River im zentralen Norden des US-Bundesstaats Alaska. Der Fluss wurde 1899 von Bergleuten nach Gordon C. Bettles benannt, Teilhaber einer Firma, die den Handelsposten bei Bergman betrieb.

## Flusslauf
Der Bettles River entsteht im Süden der Brookskette am Zusammenfluss von Phoebe Creek (links, 23 km) und Robert Creek (rechts, 34 km). Er fließt anfangs 11 km in Richtung Westsüdwest. Ihm fließt dabei der Big Spruce Creek von rechts zu. 3 km nördlich vom Bob Johnson Lake (früher als „Big Lake“ bekannt) wendet sich der Bettles River in Richtung Westnordwest und schließlich in Richtung Nordnordwest. Bei Flusskilometer 15 trifft der Mathews River, der größte Nebenfluss, von rechts auf den Bettles River. Im Unterlauf bildet der Bettles River einen verflochtenen Fluss. Der Bettles River trifft schließlich am Nordfuß des Sukakpak Mountain auf den von Norden kommenden Dietrich River, mit dem er sich zum Middle Fork Koyukuk River vereinigt.

## Einzugsgebiet
Der Bettles River entwässert ein etwa 1185 km² großes Areal in der Brookskette. Das Einzugsgebiet grenzt im Westen an das des Dietrich River, im Norden und im Osten an das des Teedriinjik River (ehemals North Fork Chandalar River) sowie im Süden an das des South Fork Koyukuk River.